# Hipismo nos Jogos Pan-Americanos de 2015
As competições do hipismo nos Jogos Pan-Americanos de 2015 foram realizadas entre 11 e 25 de julho no Parque Equestre Pan-Americano OLG, em Caledon, e no Centro Pan-Americano de Cross-Country, em Mono (concurso completo de equitação).
Foram disputadas as medalhas nas disciplinas de adestramento, CCE e saltos, tanto no individual quanto por equipes, totalizando seis eventos. Todas as provas atribuíram aos conjuntos mais bem colocados a classificação para os Jogos Olímpicos de Verão de 2016, no Rio de Janeiro.

## Calendário
| Julho   | 7 | 8 | 9 | 10 | 11 | 12 | 13 | 14 | 15 | 16 | 17 | 18 | 19 | 20 | 21 | 22 | 23 | 24 | 25 | 26 |
| ------- | - | - | - | -- | -- | -- | -- | -- | -- | -- | -- | -- | -- | -- | -- | -- | -- | -- | -- | -- |
| Hipismo |   |   |   |    |    | 1  |    | 1  |    |    |    |    | 2  |    |    |    | 1  |    | 1  |    |

|  | Dia de competição |  | Dia de final |

## Medalhistas
| Evento                            | Ouro | Prata | Bronze |
| --------------------------------- | --- | --- | --- |
| Adestramento individual detalhes  | Steffen Peters (Legolas 92) USA Estados Unidos | Laura Graves (Verdades) USA Estados Unidos | Christopher von Martels (Zilvestar) CAN Canadá                                                                                                  |
| Adestramento por equipes detalhes | Sabine Schut-Kery (Sanceo) Kimberly Herslow (Rosmarin) Laura Graves (Verdades) Steffen Peters (Legolas 92) USA Estados Unidos                          | Christopher von Martels (Zilvestar) Brittany Fraser (All In) Megan Lane (Caravella) Belinda Trussell (Anton) CAN Canadá                                               | Leandro da Silva (Di Caprio) Sarah Waddell (Donelly 3) João Marcari Oliva (Xamã dos Pinhais) João Paulo dos Santos (Veleiro do Top) BRA Brasil  |
| CCE individual detalhes           | Marilyn Little (RF Scandalous) USA Estados Unidos | Jessica Phoenix (Pavarotti) CAN Canadá | Ruy Fonseca (Tom Bombadill Too) BRA Brasil |
| CCE por equipes detalhes          | Phillip Dutton (Fernhill Fugitive) Lauren Kieffer (Meadowbrooks Scarlett) Marilyn Little (RF Scandalous) Boyd Martin (Pancho Villa) USA Estados Unidos | Marcio Jorge (Lissy Mac Wayer) Ruy Fonseca (Tom Bombadill Too) Carlos Parro (Caulcourt Landline) Henrique Plombon (Land Quenotte) BRA Brasil                          | Colleen Loach (Qorry Blue D'Argouges) Jessica Phoenix (Pavarotti) Waylon Roberts (Bill Owen) Kathryn Robinson (Let It Bee) CAN Canadá           |
| Saltos individual detalhes        | McLain Ward (Rothchild) USA Estados Unidos | Andrés Rodríguez (Darlon Van Groenhove) VEN Venezuela | Lauren Hough (Ohlala) USA Estados Unidos |
| Saltos por equipes detalhes       | Tiffany Foster (Tripple X III) Eric Lamaze (Coco Bongo) Ian Millar (Dixson) Yann Candele (Showgirl) Elizabeth Gingras (Zilversprings) CAN Canadá       | Matias Albarracín (Cannavaro 9) Luis Pedro Biraben (Abunola) José María Larocca Jr. (Cornet Du Lys) Ramiro Quintana (Whitney) Bruno Passaro (Chicago Z) ARG Argentina | Georgina Bloomberg (Lilli) Kent Farrington (Gazelle) Lauren Hough (Ohlala) McLain Ward (Rothchild) Todd Minikus (Babalou 41) USA Estados Unidos |

## Quadro de medalhas
| Ordem | País               | Medalha de ouro | Medalha de prata | Medalha de bronze |    |
| ----- | ------------------ | --------------- | ---------------- | ----------------- | -- |
| 1     | USA Estados Unidos | 5               | 1                | 2                 | 8  |
| 2     | CAN Canadá         | 1               | 2                | 2                 | 5  |
| 3     | BRA Brasil         |                 | 1                | 2                 | 3  |
| 4     | ARG Argentina      |                 | 1                |                   | 1  |
|       | VEN Venezuela      |                 | 1                |                   | 1  |
| TOTAL | TOTAL              | 6               | 6                | 6                 | 18 |